# Xã Minden, Michigan
Xã Minden (tiếng Anh: Minden Township) là một xã thuộc quận Sanilac, tiểu bang Michigan, Hoa Kỳ. Năm 2010, dân số của xã này là 545 người.